# 一加一不等於二
《一加一不等於二》是1984年中國電視公司星期四九點半檔「金獎劇場」時段單元劇，走時裝喜劇路線，共20集，1984年4月5日至1984年8月中旬首播，製作單位是春穗傳播，製作人楊佩佩，編劇陳家昱，主演包括雷威遠、寇世勳、潘迎紫、樊日行等人，是潘迎紫在中視主演的首部電視劇。

## 簡介
潘迎紫從英屬香港到台灣發展，最早是拍電影，不僅聲勢無法與如日中天的林青霞、楊惠姍相比，與年輕一些的彭雪芬、陸小芬相較也明顯不及。然而張艾嘉製作的臺灣電視公司單元劇《十一個女人》曾找潘迎紫演了一集〈自己的天空〉，意外開啟潘迎紫在台灣轉進電視劇的契機。最愛用港星參演電視劇的楊佩佩遂找潘迎紫與寇世勳主演《一加一不等於二》，原本計畫製作一季、共13集，但收視率屢創佳績，一路延長集數。
《一加一不等於二》原定開播日期從1984年2月底延到1984年4月5日，關鍵全在於當初楊佩佩想挑趙樹海或梁修身來當男主角，但是沒想到寇世勳與潘迎紫搭配得很好，大家都認為寇潘二人組可以製造收視率，才使楊佩佩決定改由寇世勳來當男主角。然而1984年2月至3月間，中視星期一「家庭劇場」時段正在播出寇世勳主演的悲劇《愛之旅》，中視考慮到寇世勳的出現率太高、而且九點半檔就有兩檔戲同時是他的，於是決定原已排定檔期的《一加一不等於二》延後於1984年4月《愛之旅》下檔後才上檔；但是《愛之旅》與《一加一不等於二》的錄影工作一直進行，寇世勳來回奔波於廣播電視大廈第一攝影棚與第二攝影棚之間拍戲。
1984年8月，由於楊佩佩決定向原來聘請她來當製作人的春穗傳播提出辭呈，陳家昱與楊佩佩共進退，《一加一不等於二》只播20集就下檔。
1986年3月15日，中視節目錄影帶正式在各家錄影帶租售店上架，首先推出的是《一加一不等於二》。

## 演員表
- 雷威遠
- 寇世勳飾大智
- 潘迎紫飾田恬恬
- 樊日行
- 李偉
- 林雨潔
- 蔡袁瑜
- 張珣
- 宋憲宏
- 鄧珏人飾大智的弟弟
- 馬之秦飾田恬恬的姊姊
- 王瑞飾鄰居
- 張娟
- 蔣芝玲
- 劉秀萍
- 王利
- 洪濤
- 黃永光
- 魏伯勤
- 劉林
- 常江勇
- 李育伶
- 張國棟

## 工作人員表
- 製作人：楊佩佩
- 策劃：郭建宏
- 編劇：陳家昱
- 編審：姜龍昭
- 戲劇指導：李泉溪
- 製作助理：盧世航
- 技術指導：游福治、黃雁國
- 攝影：楊作次、姜正輝、陳秉榮、侯匡仁、劉辰章、陳茂營
- 音訊：郭朝陽、徐樹棠、劉孟明、邱振康
- 燈光：陳輝雄、韋聰文
- 視訊：黃和興、許澄源
- 錄影：黃崑星、呂修身
- 影片工程：余安國、林鑑堂
- 音效指導：周樣樑
- 美術指導：郭吉雄
- 現場指導：林添
- 助理導播：唐玲
- 導播：曾斐莉

## 歌曲
主題曲〈一加一不等於二〉
作詞：陳家昱；作曲：陳彼得；編曲：陳志遠；主唱：珍珍鐵雄